# Sainte-Colombe-près-Vernon
Sainte-Colombe-près-Vernon es una localidad y comuna francesa situada en la región de Alta Normandía, departamento de Eure, en el distrito de Évreux y cantón de Vernon-Nord.

## Demografía
| 94 | 90 | 102 | 168 | 221 | 197 |
| Para los censos de 1962 a 1999 la población legal corresponde a la población sin duplicidades (Fuente: INSEE [Consultar]) |    |     |     |     |     |